# Espresso House
La Casa del Expreso, en inglés Espresso House, es una cadena internacional de cafeterías suecas. 
Fue fundada en Lund, Suecia en 1996 por Elisabet y Carlos Asker. En 2019 tenía más de 220 locales distribuidos en Suecia, Noruega, Finlandia y Dinamarca. En Suecia las tiendas no aceptan efectivo.

En febrero de 2022, la empresa contaba con más de 487 tiendas en Dinamarca, Finlandia, Noruega, Suecia y Alemania. 
Una de sus bebidas típicas es el café frío llamado frapino.

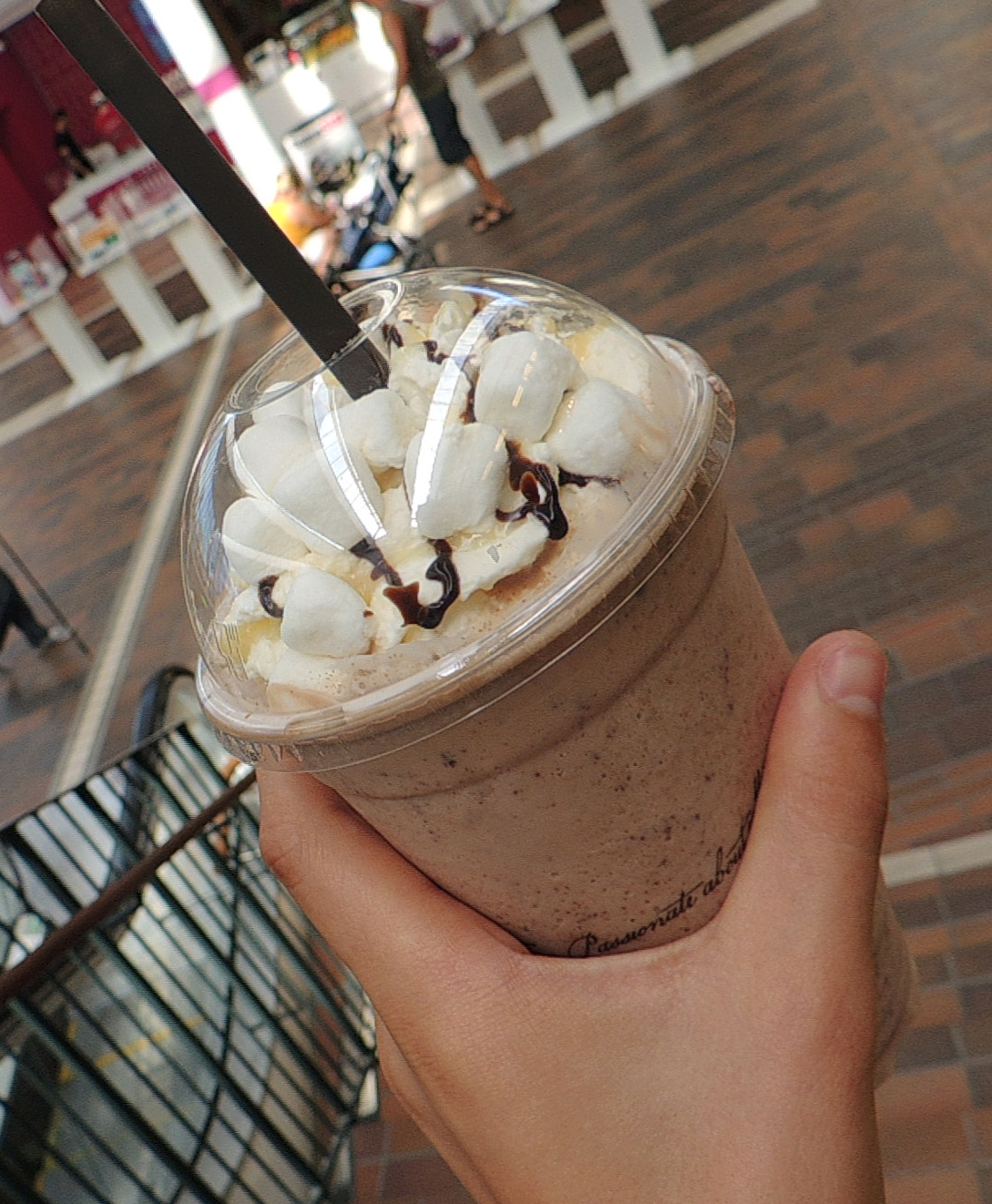
Frapino

Todo el pan y los pasteles servidos se hornean en su panadería central Espresso House Bakery en Malmö. La empresa también ofrece servicio de catering.
Las primeras cafetería en Finlandia se abrieron en septiembre de 2015 en el Centro Kamppi en Helsinki.